# Дані Родрігес (футболіст, 1988)
Родрігес Васкес Даніель Хосе (гал. Daniel Rodríguez Vázquez; нар. 6 червня 1988, Бетансос, Іспанія) — іспанський футболіст, нападник клубу «Мальорки».

## Кар'єра
Народився в Бетансосі, провінції Ла-Корунья, Галісії. Почав свою кар'єру в дублі «Депортіво» (Ла-Корунья), потім був в оренді в рідному ФК Бетансос у сезоні 2007-08. Згодом повернувся до Депортіво, але його перевели в резерв, у Сегунду Дивізіон В.
27 січня 2010 року Родрігес дебютував у професійному футболі, зігравши останні 25 хвилин в матчі з рахунком 1-0 проти Севільї в кубку дель Рей. У серпні наступного року він приєднався до ФК Конкуенсе, що грає в третьому дивізіоні.
24 липня 2012 року Родрігес підписав контракт з ФК Расінг де Ферроль, що грав у четвертому дивізіоні. Перейшовши в третій дивізіон наприкінці свого першого сезону, він продовжив свій контракт до 2015 року.
2 липня 2015 року Родрігес перейшов до ФК Расінг Сантандер, погодившись на контракт на три роки. 27 липня наступного року він перейшов до команди ФК Альбасете, став гравцем стартового складу і допоміг команді вийти до іспанської Сегунди.
8 жовтня 2017 року Родрігес забив свій перший професійний гол, забивши з пенальті в матчі, в якому його команда перемогла ФК Лорка з рахунком 2-1. У наступному сезоні 18 червня він підписав контракт на три роки з ФК Мальорка на правах вільного агента. З ним команда вийшла до Іспанської Прімери. Забив дебютний і переможний гол команди в матчі з Ейбаром.